# Aconitum hopeiense
Aconitum hopeiense là một loài thực vật có hoa trong họ Mao lương. Loài này được (W.T.Wang) Vorosch. mô tả khoa học đầu tiên năm 1988 publ. 1989.